# Friederike Wagner
Friederike Wagner (* 19. Oktober 1962 in Hamburg) ist eine deutsche Schauspielerin.

## Karriere
Friederike Wagner studierte von 1984 bis 1988 an der Otto-Falckenberg-Schule in München. 1988 verpflichtete sie sich für zwei Jahre am Schauspiel Köln. Von 1990 bis 1993 war sie an den Staatlichen Schauspielbühnen Berlin (Schillertheater) engagiert. Dann folgten Engagements am Schauspielhaus Zürich, Nationaltheater Mannheim, Schauspielhaus Bochum, Düsseldorfer Schauspielhaus und dem Deutschen Theater Berlin. Von 2009 bis 2019 war Friederike Wagner festes Ensemblemitglied am Zürcher Schauspielhaus, in der Spielzeit 2019/20 war sie Ensemblemitglied am Theater Basel. Seit der Spielzeit 2020/21 ist Friederike Wagner Ensemblemitglied am Düsseldorfer Schauspielhaus.
Außerdem trat sie in zahlreichen Film- und Fernsehproduktionen auf. In den 1990er Jahren und Anfang der 2000er Jahre trat Wagner in vielen deutschen Serien auf, darunter Tatort, Bella Block, In aller Freundschaft, Abschnitt 40, SOKO Wismar und Balko. Außerdem drehte sie Spielfilme und Fernsehmehrteiler wie Im Schatten der Macht, Mein Leben – Marcel Reich-Ranicki und Dorfpunks.

## Privates
Wagner heiratete den Schauspieler Ulrich Noethen, mit dem sie eine Tochter hat. Das Paar lebt seit 2005 nach dreizehn Ehejahren getrennt. Seit 2009 sind sie geschieden. Mittlerweile lebt Wagner in Zürich.

## Filmografie (Auswahl)
- 1984: Heimat – Eine deutsche Chronik (Fernseh-Miniserie)
- 1997: Doppelter Einsatz (Fernsehserie)
- 1998: Lisa Falk – Eine Frau für alle Fälle (Fernsehserie)
- 2000: Balko – Vorfahrt für den Mörder
- 2000: Tatort – Chaos (Fernsehreihe)
- 2001: Die Meute der Erben (Fernsehfilm)
- 2001: Mein Vater und andere Betrüger (Fernsehfilm)
- 2002: alphateam – Die Lebensretter im OP – Mutterliebe (Fernsehserie)
- 2003: Im Schatten der Macht (2-teiliger Fernsehfilm)
- 2004: Die Sitte – Das Ende vom Lied (Fernsehserie)
- 2005: Liebe nach dem Tod
- 2005: SOKO Wismar – Ausgetanzt (Fernsehserie)
- 2006: In aller Freundschaft – Böse Überraschungen (Fernsehserie)
- 2007: Notruf Hafenkante – Liebeswahn (Fernsehserie)
- 2007: Bella Block: Weiße Nächte (Fernsehserie)
- 2007: Die Familienanwältin – Das Adoptivkind (Fernsehserie)
- 2008: Die Welle
- 2009: Dorfpunks
- 2009: Mein Leben – Marcel Reich-Ranicki (Fernsehfilm)
- 2009: Tatort – Höllenfahrt (Fernsehreihe)
- 2009: Schutzlos (Fernsehfilm)
- 2013: Der Bestatter – Von Null auf Hundert (Fernsehserie)
- 2013: Der Kriminalist – Bettelflug (Fernsehserie)
- 2014: Polizeiruf 110 – Familiensache (Fernsehreihe)
- 2024: A Better Place (Fernsehserie)
- 2025: SOKO Köln: Männerfrühstück (Fernsehserie)

## Theater (Auswahl)
Schauspielhaus Zürich 
- 2018: Der satanarchäolügenialkohöllische Wunschpunsch, Regie Christina Rast
- 2018: Zur schönen Aussicht, Regie Barbara Frey
- 2017: Der zerbrochne Krug, Regie Barbara Frey
- 2017: Grimmige Märchen, Regie Herbert Fritsch
- 2017: Madame de Sade, Regie Alvis Hermanis
- 2016: Frau Schmitz, Regie Barbara Frey
- 2016: Nachtstück, Regie Barbara Frey
- 2015 – 2016: Der Besuch der alten Dame, Regie Viktor Bodó
- 2015 – 2016: Die zehn Gebote, Regie Karin Henkel
- 2015:  Die schönsten Sterbeszenen in der Geschichte der Oper,  Regie Alvis Hermanis
- 2015:  Roberto Zucco,  Regie Karin Henkel
- 2014:  Drei Schwestern,   Regie Barbara Frey
- 2014:  Der Diener zweier Herren,  Regie Barbara Frey
- 2013:  Die Katze auf dem heißen Blechdach,  Regie Stefan Pucher
- 2012:  Baumeister Solness,  Regie Barbara Frey
- 2011:  Platonow,  Regie Barbara Frey
- 2011:  Ödipus,  Regie Sebastian Nübling
- 2010:  Tod eines Handlungsreisenden, Regie Stefan Pucher
- 2010:  Was ihr wollt,  Regie Barbara Frey
- 2009:  Werner Schlaffhorst,  Regie Clemens Sienknecht
- 2009:  Martin Salander  Regie Stefan Bachmann
- 2007:  Reigen, Regie Barbara Frey
- 2006:  Am Strand der weiten Welt, Regie Karin Beier
- 2005:  John Gabriel Borkman, Regie Barbara Frey

 Düsseldorfer Schauspielhaus 
- 2025: Jeder stirbt für sich allein, Regie Nora Schlocker
- 2025: William Shakespeare: König Lear (Regan)
- 2024: Der Geizige, Regie Bernadette Sonnenbichler
- 2023: Tod eines Handlungsreisenden (Linda Loman; Willys Ehefrau)
- 2023: Richard III. (Königin Margaret, Witwe König Henrys VI.)
- 2023: My Private Jesus (Monika, ihre Mutter)
- 2022:  Annette, ein Heldinnenepos, Regie Bernadette Sonnenbichler
- 2021:  Identitti, Regie Kieran Joel
- 2021:  In den Gärten oder Lysistrata Teil 2, Regie Christina Tscharyiski
- 2020:  Gott, Regie Robert Gerloff
- 2020:  Hyperreal, Regie Constanza Macras
- 2004:  Vor Sonnenuntergang,  Regie Anna Badora

 Weitere Spielstätten 
- 2020:  Julien – Rot und Schwarz, Regie Nora Schlocker, Theater Basel
- 2019:  Das grosse Heft, Regie Tilmann Köhler,  Theater Basel
- 2008:  Groß und Klein,  Regie Barbara Frey, Deutsches Theater Berlin
- 2000:  Kinder der Sonne, Regie Karin Henkel,  Schauspielhaus Bochum
- 1997: Der Kirschgarten, Regie Bruno Klimek,  Nationaltheater Mannheim
- 1992: Weh dem der lügt,  Regie Alfred Kirchner, Schillertheater Berlin
- 1988: Hamlet,  Regie Frank Castorf, Schauspiel Köln

## Auszeichnungen
- 2012: Goldene Maske – Schauspielhaus Zürich[3]